# Taunton Cross (manzana)
Taunton Cross es una variedad cultivar de manzano (Malus domestica).
Variedad de manzana híbrido procedente del cruce 'Wealthy' x Desconocido. Criado en 1919 por G.T Spinks en la Long Ashton Research Station (Estación de investigación Long Ashton), Bristol Inglaterra (Reino Unido). Introducido en los circuitos comerciales en 1949. Las frutas tienen una pulpa blanca firme, crujiente, algo áspera y con un sabor moderadamente dulce y ligeramente ácido.

## Historia
'Taunton Cross' es una variedad de manzana híbrido procedente del cruce como Parental-Madre de 'Wealthy' y como Parental-Padre el polen procede de Desconocido. Criado en 1919 por G.T Spinks en la Long Ashton Research Station (Estación de investigación Long Ashton), Bristol Inglaterra (Reino Unido). Introducido en los circuitos comerciales en 1949.
'Taunton Cross' se cultiva en la National Fruit Collection con el número de accesión: 1929-034 y Nombre de accesión: Taunton Cross.

## Características
'Taunton Cross' es un árbol vigoroso, erguido y extendido. Da fruto en espuelas. Se desarrolla bien en climas húmedos. Tiene un tiempo de floración que comienza a partir del 10 de mayo con el 10% de floración, para el 14 de mayo tiene una floración completa (80%), y para el 21 de mayo tiene un 90% de caída de pétalos.
'Taunton Cross' tiene una talla de fruto medio; forma redondeada aplanada, a menudo con uno de los lados torcido, altura 48.00mm y anchura 64.00mm; con nervaduras ausentes; epidermis con color de fondo verde amarillo pálido, importancia del sobre color medio, con color del sobre color lavado de rojo granate, con sobre color patrón rayas / manchas presentando rayas más oscuras, a veces "russeting" en la cara expuesta al sol, "russeting" (pardeamiento áspero superficial que presentan algunas variedades) muy bajo; cáliz mediano y parcialmente abierto en una cubeta estrecha y poco profunda; pedúnculo largo y delgado en una cavidad cubierta de "russeting" profunda y estrecha; carne de color blanca, a menudo con una mancha rosa, de grano grueso y crujiente, moderadamente dulce y fuerte.
Su tiempo de recogida de cosecha se inicia a mediados de septiembre. Se conserva bien durante dos meses en cámara frigorífica.

## Usos
Hace una muy buena manzana fresca de mesa.

## Ploidismo
Diploide, auto estéril. Es necesaria una polinización con variedades del Grupo de polinización: D, Día 14.

## Susceptibilidades
Muy resistente a la sarna del manzano.